# Коул, Пола
По́ла Ко́ул (англ. Paula Cole; род. 5 апреля 1968, Рокпорт (Массачусетс), США) — американская певица и автор песен.

## Биография
Родилась 5 апреля 1968 года в городе Рокпорт (Массачусетс) (США) в семье биолога и художницы. Окончила «Rockport High School» и Музыкальный колледж Беркли. Является вегетарианкой.
В 1992 году Пола начала карьеру музыканта и получила известность как вокалист на шоу Питера Гэбриела Secret World Tour 1993-1994 гг. К 2021 году выпустила десять студийных альбомов и двенадцать синглов, многие из которых занимали призовые места в различных хит-парадах англоязычных стран. В течение нескольких лет она также снималась в кино, а в 2012 году дебютировала в качестве режиссёра, сняв документальную ленту «Patience and Absurdity».
С 2002 по 2007 гг. Пола была замужем за марокканским музыкантом Хассаном Хакмуном, с которым познакомилась на шоу Гэбриела. У бывшей пары есть дочь — Скай (род.2001).

## Дискография

### Студийные альбомы
- Harbinger (1994)
- This Fire (1996)
- Amen (1999)
- Courage (2007)
- Ithaca (2010)
- Raven (2013)
- 7 (2015)
- Ballads (2017)
- Revolution (2019)
- American Quilt (2021)

### Концертные альбомы
- This Bright Red Feeling (2016)